# Sydafrikas kvindefodboldlandshold
Sydafrikas kvindefodboldlandshold, med kælenavnet Banyana Banyana (Pigerne), er Sydafrikas landshold og kontrolleres af Sydafrikas fodboldforbund.
Holdet kvalificerede sig første gang til en VM-slutrunde i 2019, da man vandt sin gruppe i den afrikanske VM-kvalifikation over Nigeria, Zambia og Ækvatorialguinea. Her gik man dog ikke videre fra den indledende runde med 3 nederlag i 3 kampe. Thembi Kgatlana stod noteret for landsholdets eneste VM-mål mod Spanien. I 2022 førte landstræner Desiree Ellis holdet frem til deres første afrikanske mesterskab, da man vandt Africa Cup of Nations over Marokko. Året efter kvalificerede man sig videre til VM i fodbold 2023 i Australien/New Zealand, hvor man denne gang overraskede. I den indledende runde spillede holdet uafgjort mod Argentina 2–2 og efterfølgende vandt de 3–2 over Italien, hvilket sikrede avancement til VM-ottendedelsfinalerne.

## Statistik

### VM i fodbold
| VM slutrunder | VM slutrunder            | VM slutrunder            | VM slutrunder            | VM slutrunder            | VM slutrunder            | VM slutrunder            | VM slutrunder            | VM slutrunder            | VM slutrunder |
| År            | Resultat                 | K                        | V                        | U*                       | T                        | M+                       | M-                       | MF                       |               |
| ------------- | ------------------------ | ------------------------ | ------------------------ | ------------------------ | ------------------------ | ------------------------ | ------------------------ | ------------------------ | ------------- |
| 1991          | Udelukket fra at deltage | Udelukket fra at deltage | Udelukket fra at deltage | Udelukket fra at deltage | Udelukket fra at deltage | Udelukket fra at deltage | Udelukket fra at deltage | Udelukket fra at deltage |               |
| 1995          | Ikke kvalificeret        | Ikke kvalificeret        | Ikke kvalificeret        | Ikke kvalificeret        | Ikke kvalificeret        | Ikke kvalificeret        | Ikke kvalificeret        | Ikke kvalificeret        |               |
| 1999          | Ikke kvalificeret        | Ikke kvalificeret        | Ikke kvalificeret        | Ikke kvalificeret        | Ikke kvalificeret        | Ikke kvalificeret        | Ikke kvalificeret        | Ikke kvalificeret        |               |
| 2003          | Ikke kvalificeret        | Ikke kvalificeret        | Ikke kvalificeret        | Ikke kvalificeret        | Ikke kvalificeret        | Ikke kvalificeret        | Ikke kvalificeret        | Ikke kvalificeret        |               |
| 2007          | Ikke kvalificeret        | Ikke kvalificeret        | Ikke kvalificeret        | Ikke kvalificeret        | Ikke kvalificeret        | Ikke kvalificeret        | Ikke kvalificeret        | Ikke kvalificeret        |               |
| 2011          | Ikke kvalificeret        | Ikke kvalificeret        | Ikke kvalificeret        | Ikke kvalificeret        | Ikke kvalificeret        | Ikke kvalificeret        | Ikke kvalificeret        | Ikke kvalificeret        |               |
| 2015          | Ikke kvalificeret        | Ikke kvalificeret        | Ikke kvalificeret        | Ikke kvalificeret        | Ikke kvalificeret        | Ikke kvalificeret        | Ikke kvalificeret        | Ikke kvalificeret        |               |
| 2019          | Gruppespillet            | 3                        | 0                        | 0                        | 3                        | 1                        | 8                        | −7                       |               |
| 2023          | Iganværende              | 3                        | 1                        | 1                        | 1                        | 6                        | 6                        | 0                        |               |
| Total         | 2/9                      | 6                        | 1                        | 1                        | 4                        | 7                        | 14                       | −7                       |               |

*Uafgjort inkluderer knockout-kampe, som blev afgjort med straffesparkskonkurrence.

### Olympiske lege
| Olympiske lege slutrunder | Olympiske lege slutrunder | Olympiske lege slutrunder | Olympiske lege slutrunder | Olympiske lege slutrunder | Olympiske lege slutrunder | Olympiske lege slutrunder | Olympiske lege slutrunder | Olympiske lege slutrunder | Olympiske lege slutrunder |
| År                        | Resultat                  | K                         | V                         | U*                        | T                         | M+                        | M-                        | MF                        |                           |
| ------------------------- | ------------------------- | ------------------------- | ------------------------- | ------------------------- | ------------------------- | ------------------------- | ------------------------- | ------------------------- | ------------------------- |
| 1996                      | Ikke kvalificeret         | Ikke kvalificeret         | Ikke kvalificeret         | Ikke kvalificeret         | Ikke kvalificeret         | Ikke kvalificeret         | Ikke kvalificeret         | Ikke kvalificeret         |                           |
| 2000                      | Ikke kvalificeret         | Ikke kvalificeret         | Ikke kvalificeret         | Ikke kvalificeret         | Ikke kvalificeret         | Ikke kvalificeret         | Ikke kvalificeret         | Ikke kvalificeret         |                           |
| 2004                      | Ikke kvalificeret         | Ikke kvalificeret         | Ikke kvalificeret         | Ikke kvalificeret         | Ikke kvalificeret         | Ikke kvalificeret         | Ikke kvalificeret         | Ikke kvalificeret         |                           |
| 2008                      | Ikke kvalificeret         | Ikke kvalificeret         | Ikke kvalificeret         | Ikke kvalificeret         | Ikke kvalificeret         | Ikke kvalificeret         | Ikke kvalificeret         | Ikke kvalificeret         |                           |
| 2012                      | Gruppespil                | 3                         | 0                         | 1                         | 2                         | 1                         | 7                         | −6                        |                           |
| 2016                      | Gruppespil                | 3                         | 0                         | 1                         | 2                         | 0                         | 3                         | −3                        |                           |
| 2020                      | Ikke kvalificeret         | Ikke kvalificeret         | Ikke kvalificeret         | Ikke kvalificeret         | Ikke kvalificeret         | Ikke kvalificeret         | Ikke kvalificeret         | Ikke kvalificeret         |                           |
| Total                     | 2/6                       | 6                         | 0                         | 2                         | 4                         | 1                         | 10                        | −9                        |                           |

*Uafgjort inkluderer knockout-kampe, som blev afgjort med straffesparkskonkurrence.

### Resultater fra Africa Cup of Nations
| Afrikamesterskabet | Afrikamesterskabet                | Afrikamesterskabet                | Afrikamesterskabet                | Afrikamesterskabet                | Afrikamesterskabet                | Afrikamesterskabet                | Afrikamesterskabet                | Afrikamesterskabet                | Afrikamesterskabet |
| År                 | Runde                             | K                                 | V                                 | U*                                | T                                 | M+                                | M-                                | MF                                |                    |
| ------------------ | --------------------------------- | --------------------------------- | --------------------------------- | --------------------------------- | --------------------------------- | --------------------------------- | --------------------------------- | --------------------------------- | ------------------ |
| 1991               | Udelukket fra at deltage          | Udelukket fra at deltage          | Udelukket fra at deltage          | Udelukket fra at deltage          | Udelukket fra at deltage          | Udelukket fra at deltage          | Udelukket fra at deltage          | Udelukket fra at deltage          |                    |
| 1995               | Toere                             | 6                                 | 3                                 | 1                                 | 2                                 | 19                                | 20                                | −1                                |                    |
| 1998               | Gruppespil                        | 2                                 | 0                                 | 0                                 | 2                                 | 2                                 | 7                                 | −5                                |                    |
| 2000               | Toere                             | 5                                 | 4                                 | 0                                 | 1                                 | 9                                 | 3                                 | +6                                |                    |
| 2002               | Fjerdeplads                       | 5                                 | 2                                 | 1                                 | 2                                 | 6                                 | 11                                | −5                                |                    |
| 2004               | Gruppespil                        | 3                                 | 0                                 | 0                                 | 3                                 | 2                                 | 7                                 | −5                                |                    |
| 2006               | Tredjeplads                       | 5                                 | 2                                 | 1                                 | 2                                 | 8                                 | 5                                 | +3                                |                    |
| 2008               | Toere                             | 5                                 | 3                                 | 0                                 | 2                                 | 7                                 | 4                                 | +3                                |                    |
| 2010               | Tredjeplads                       | 5                                 | 3                                 | 1                                 | 1                                 | 10                                | 6                                 | +4                                |                    |
| 2012               | Toere                             | 5                                 | 3                                 | 0                                 | 2                                 | 6                                 | 6                                 | 0                                 |                    |
| 2014               | Fjerdeplads                       | 5                                 | 1                                 | 1                                 | 3                                 | 7                                 | 6                                 | +1                                |                    |
| 2016               | 4. plads                          | 5                                 | 1                                 | 1                                 | 3                                 | 5                                 | 3                                 | +2                                |                    |
| 2018               | Toere                             | 5                                 | 3                                 | 2                                 | 0                                 | 11                                | 2                                 | +9                                |                    |
| 2020               | Aflyst pga. coronaviruspandemien. | Aflyst pga. coronaviruspandemien. | Aflyst pga. coronaviruspandemien. | Aflyst pga. coronaviruspandemien. | Aflyst pga. coronaviruspandemien. | Aflyst pga. coronaviruspandemien. | Aflyst pga. coronaviruspandemien. | Aflyst pga. coronaviruspandemien. |                    |
| 2022               | Vinder                            | 6                                 | 6                                 | 0                                 | 0                                 | 10                                | 3                                 | +7                                |                    |
| Total              | Vinder: 1. gang                   | 62                                | 31                                | 8                                 | 23                                | 102                               | 83                                | +19                               |                    |

*Uafgjort inkluderer knockout-kampe, som blev afgjort med straffesparkskonkurrence.

## Spillere
Følgende spillere blev udtaget til den officielle trup ved VM i fodbold 2023 i Australien/New Zealand.
Landstræner: Desiree Ellis
| 16 | MÅ | Andile Dlamini      | 2. september 1992 (32 år)  | Mamelodi Sundowns      |  |  |
| 1  | MÅ | Kaylin Swart        | 30. september 1994 (30 år) | JVW                    |  |  |
| 21 | MÅ | Kebotseng Moletsane | 3. marts 1995 (29 år)      | Bloemfontein Celtic    |  |  |
|    |    |                     |                            |                        |  |  |
| 7  | FO | Karabo Dhlamini     | 18. september 2001 (23 år) | Mamelodi Sundowns      |  |  |
| 5  | FO | Fikile Magama       | 19. januar 2002 (23 år)    | UWC                    |  |  |
| 2  | FO | Lebohang Ramalepe   | 3. december 1991 (33 år)   | Dinamo Minsk           |  |  |
| 14 | FO | Tiisetso Makhubela  | 24. april 1997 (27 år)     | Mamelodi Sundowns      |  |  |
| 4  | FO | Noko Matlou         | 30. september 1985 (39 år) | Eibar                  |  |  |
| 13 | FO | Bambanani Mbane     | 12. marts 1990 (34 år)     | Mamelodi Sundowns      |  |  |
| 3  | FO | Bongeka Gamede      | 22. maj 1999 (25 år)       | UWC                    |  |  |
|    |    |                     |                            |                        |  |  |
| 19 | MI | Kholosa Biyana      | 6. september 1994 (30 år)  | UWC                    |  |  |
| 15 | MI | Refiloe Jane        | 4. august 1992 (32 år)     | Sassuolo               |  |  |
| 18 | MI | Sibulele Holweni    | 28. april 2001 (23 år)     | UWC                    |  |  |
| 10 | MI | Linda Motlhalo      | 1. juli 1998 (26 år)       | Glasgow City           |  |  |
| 22 | MI | Nomvula Kgoale      | 20. november 1995 (29 år)  | TS Galaxy              |  |  |
| 20 | MI | Robyn Moodaly       | 16. juni 1994 (30 år)      | JVW                    |  |  |
|    |    |                     |                            |                        |  |  |
| 9  | AN | Gabriela Salgado    | 20. februar 1998 (27 år)   | JVW                    |  |  |
| 12 | AN | Jermaine Seoposenwe | 12. oktober 1993 (31 år)   | Juárez                 |  |  |
| 6  | AN | Noxolo Cesane       | 11. oktober 2000 (24 år)   | UANL                   |  |  |
| 17 | AN | Melinda Kgadiete    | 21. juli 1992 (32 år)      | Mamelodi Sundowns      |  |  |
| 23 | AN | Wendy Shongwe       | 18. januar 2003 (22 år)    | University of Pretoria |  |  |
| 8  | AN | Hildah Magaia       | 16. december 1994 (30 år)  | Sejong Sportstoto      |  |  |
| 11 | AN | Thembi Kgatlana     | 2. maj 1996 (28 år)        | Racing Louisville      |  |  |